# Nilza Monteiro
Nilza Monteiro (Centenário do Sul, 18 de junho de 1967) é uma atriz e modelo brasileira.

## Biografia
Neta de índios, Nilza nasceu no norte do Paraná, mas mudou para Jardinópolis, no interior paulista. Como era de família pobre, devido a separação dos pais, aos 12 anos foi ajudar a mãe e trabalhou na lavoura, colhendo algodão e café, como boia-fria, fato que posteriormente foi motivo de uma matéria no Fantástico, devido a semelhança com a personagem Luana, interpretada por Patrícia Pillar na novela O Rei do Gado.
Aos 15 anos, em Ribeirão Preto arrumou emprego num escritório de advocacia, trabalhou em policlínica e banco, formou-se em jornalismo, e virou editora no jornal local Agithus e apresentadora de programa político na Televisão, iniciou a carreira com nome de Nilza Cruz e era considerada cover de Valéria Monteiro[carece de fontes?].
Em paralelo conduziu a carreira de modelo, participou de feiras e eventos, já adotando o nome de Nilza Monteiro  concorreu no quadro Garota do Fantástico em outubro de 1994, fez fotos para Veja, Caras e Elle. Realizou ensaios e foi capa das revistas masculinas Playboy em setembro de 1995 e de uma edição especial em junho de 1996[carece de fontes?], além da Sexy em novembro de 1996. No carnaval de 1998 desfilou em carro alegórico da Mocidade Independente de Padre Miguel. Passou a residir em São Paulo.
Como atriz realizou trabalhos na televisão e cinema. Teve destaque ainda em diversos programas televisivos, tais como Domingão do Faustão e Domingo Legal. Posteriormente tornou-se evangélica e apresentou o programa de turismo "Viajando com Nilza Monteiro".

### Vida pessoal
Foi casada com o engenheiro Gilberto Monteiro, seu primeiro namorado, de quem se separou em 1996.

## Carreira

### Cinema
- O Cangaceiro (1997) .... Filha de Quirino

## Novelas
- Tocaia Grande (1995)
- Dona Anja - ( 1996/97) Cenira